# Dynamischer Lautsprecher

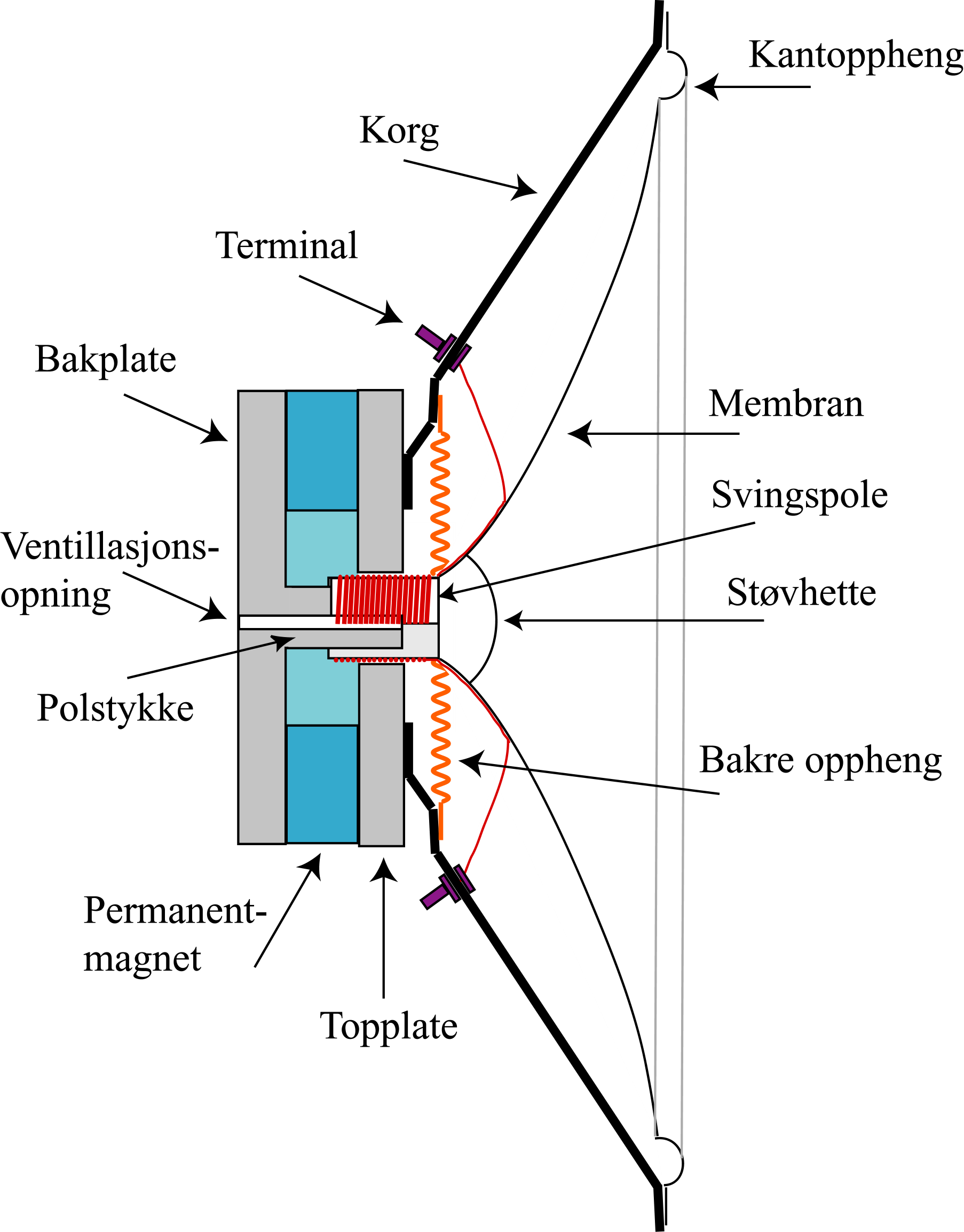
Dynamischer Lautsprecher

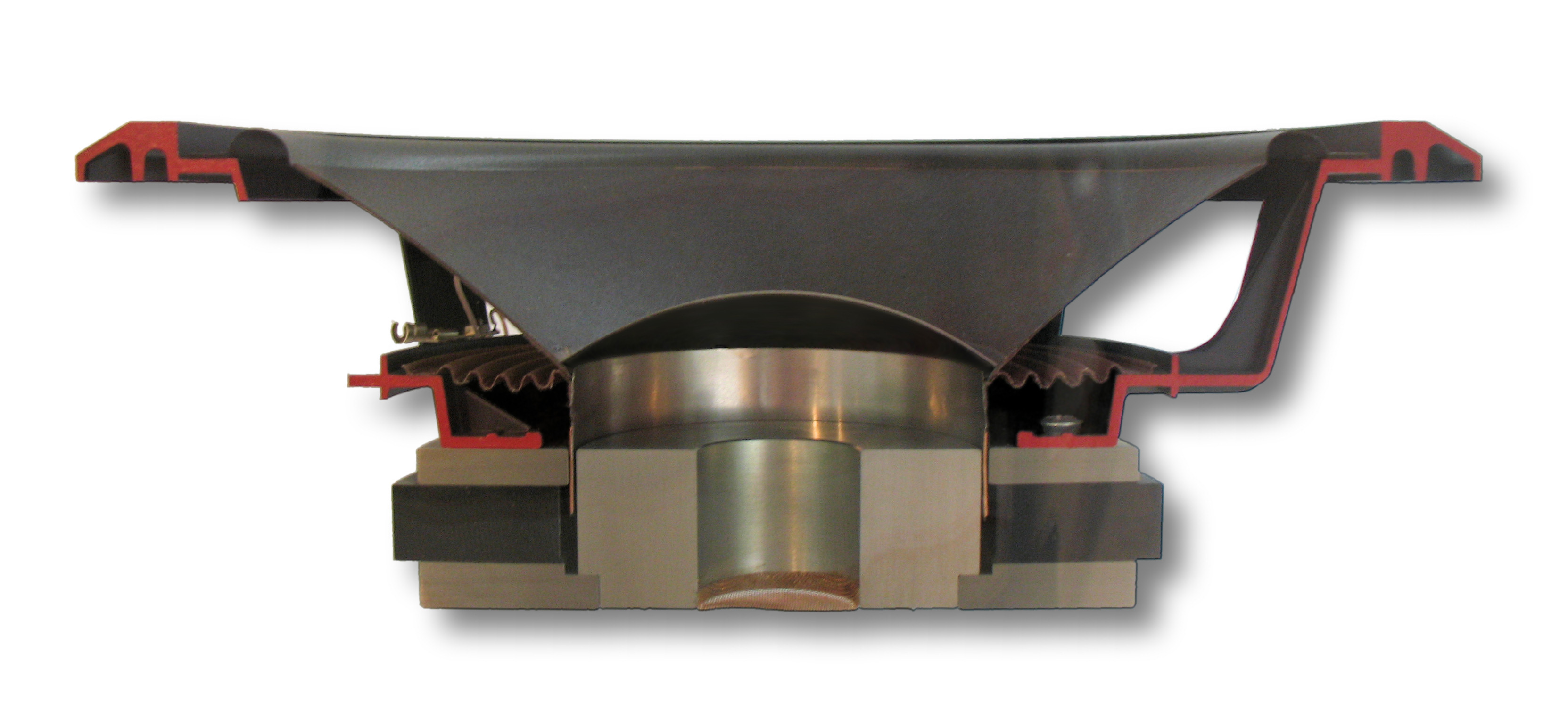
Schnittmodell eines dynamischen Tiefton-Lautsprechers

Schema eines dynamischen Lautsprechers (Konus-Bauform, Schnittdarstellung)

Aufschnitt-Ansicht eines Lautsprechers

Dynamische Lautsprecher sind die am weitesten verbreitete Lautsprecherart und sind in jedem Haushalt zu finden. Sie arbeiten nach dem elektrodynamischen Prinzip.
Auf einen von Strom durchflossener Leiter (Draht) in einem Magnetfeld wirkt die Lorentzkraft, die im Lautsprecher genutzt wird, um die Membran in Schwingungen zu versetzen.
Im Gegensatz dazu wird bei elektrostatischen Lautsprechern kein Magnetfeld benötigt. Die Membran bewegt sich hier aufgrund der Anziehungskraft elektrischer Ladungen nach dem Coulomb-Gesetz.

## Varianten
- Tauchspulenlautsprecher, dazu gehören:
  - Konuslautsprecher
  - Kalottenlautsprecher
  - Druckkammerlautsprecher
  - Flachmembranlautsprecher
- Magnetostatische Lautsprecher

## Tauchspulenlautsprecher
Ein Tauchspulenlautsprecher besteht aus einem Lautsprecherkorb, einer Membran, einer Sicke, einer Zentrierspinne, einer Schwingspule und einem Permanent-Magneten.
Die Membran, an deren Ende sich eine Spule befindet, die sich wiederum im magnetischen Gleichfeld eines Permanentmagneten befindet, wird durch die Lorentzkraft zum Schwingen veranlasst. Spule und Membran können sich im Magnetfeld senkrecht zum Feldverlauf hin- und herbewegen.
Anstelle des Permanentmagneten wurden früher fremd erregte Magnetfeldspulen verwendet, die sich in einem Eisenkern befinden und das benötigte konstante Magnetfeld (Statorfeld) elektrisch erzeugen. Diese Lautsprecher wurden unter anderem in alten Röhrenradios verwendet.
Heute werden permanentdynamische Tauchspulenlautsprecher verwendet, die keine Magnetfeldspule mehr benötigen. Seit etwa 1950 ist es technisch möglich, preisgünstig kräftige Permanentmagnete serienmäßig zu produzieren. Die ersten Konuslautsprecher dieser Bauart wurden 1938 vorgestellt.
Als Magnetmaterial werden Ferrite, Aluminium-Nickel-Kobalt (Alnico) oder Neodym-Eisen-Bor (NdFeB) eingesetzt. „Neodym“-Magnete zeichnen sich durch eine extrem hohe Feldstärke bei kleinen Abmessungen aus, allerdings beträgt die Curie-Temperatur nur 200 °C. Bei dieser Temperatur wird der Magnet entmagnetisiert und der Lautsprecher unbrauchbar. Schon 100 °C verringern das Magnetfeld von Neodym dauerhaft. Daher ist Neodym nur begrenzt und nur mit spezieller Kühlung für Lautsprecher einsetzbar.
Die Schwingspule befindet sich auf einem Träger, der wiederum an der Membran (englisch cone) befestigt ist. Die Membran besteht aus einem äußeren und inneren Bereich, der innere Bereich wird häufig als Abdeckkappe oder Staubkappe (englisch dust cap) bezeichnet. Eine Zentrierspinne (englisch spider) und die Sicke (englisch surround) sind für die Rückführung der Membran in die Ruhelage sowie für die Zentrierung der Schwingspule verantwortlich.
Die Sicke verhindert weiterhin einen direkten Luftaustausch zwischen Vorder- und Rückseite der Membran. 
Sicken wurden zeitweise aus nicht alterungsbeständigem Kunststoff hergestellt und können nach einigen Jahren zerfallen. In frühen Lautsprechern wurde in der Konusmitte ein flaches, gestanztes Kartonblättchen eingeklebt, das zentral vor dem Magneten angeschraubt war und das wegen der gewickelten Arme Zentrier-Spinne genannt wurde. Die Bezeichnung wurde für die heute verwendete, konzentrisch gefaltete Stützmembran übernommen.

## Belastbarkeit von Lautsprechern
Leistungsschwache Verstärker können beim Übersteuern Klirrprodukte im höheren Frequenzbereich erzeugen, die bei Mehr-Wege-Lautsprechern den Hochtöner zerstören können.
Aus zulässiger Spitzenleistung und Wirkungsgrad kann der theoretisch erzielbaren Schalldruck errechnet werden. In der Praxis wird der Schalldruck jedoch oft durch Kompression und Verzerrungen begrenzt, da die Schwingspule den Bereich des homogenen Magnetfeldes verlässt und die Membraneinspannung mechanische Grenzen setzt. Die Angabe einer Spitzenleistung „PMPO“, wie sie bei Lautsprechern der untersten Preisklasse zu finden ist, ist nicht genau definiert und besitzt keine relevante Aussagekraft.

## Elektrische Belastbarkeit
Aufgrund des geringen Wirkungsgrades von nur etwa 1 % wird die meiste Energie in Wärme umgewandelt. Dadurch kann die Antriebsspule thermisch zerstört werden.
Eine Verbesserung der Belüftung der Spule durch Vergrößerung des Luftspalts verringert den Wirkungsgrad, weil das Magnetfeld sich abschwächt. Somit müsste die Leistung erhöht werden, die wiederum einen Temperaturanstieg bewirkt, wodurch die Wirkung der besseren Kühlung zunichtegemacht würde. 
Alternativ kann die Schwingspule auf eine Aluminiumhülse gewickelt werden, welche die entstehende Wärme ableitet. Diese Lösung wird u. a. bei Breitbandlautsprechern angewendet. Die verringerte Spuleninduktivität linearisiert den Frequenzgang, jedoch erhöht sich die bewegte Masse, was den Wirkungsgrad reduziert. 
Eine sehr effiziente Möglichkeit zur Abführung der Verlustwärme ist die Füllung des Luftspaltes mit einer ferromagnetischen Flüssigkeit (Ferrofluid) – damit werden drei Effekte erzielt:
- Wärmeableitung durch erhöhte Wärmeleitfähigkeit
- Dämpfung
- Die Breite des Spalts kann verringert werden

Dies ist aber nur möglich, wenn die Auslenkung weit unter einem Millimeter liegt, kommt also nur für Hochtöner in Betracht.
Bei dynamischen Lautsprechern können Temperaturen von etwa 200 °C entstehen. Eine Überlastung führt im Extremfall zu einem „Durchbrennen“ der Schwingspule. Entweder verglüht die Isolierung, wodurch es zu einem Kurzschluss kommt, der den Schwingspulendraht schmelzen lässt, oder der Klebstoff erweicht, woraufhin sich der Spulendraht vom Spulenträger ablöst.
Durch die Temperaturerhöhung vergrößert sich auch der Widerstand des Spulendrahtes. Beispielsweise kann der Widerstand der Schwingspule von z. B. 8 Ω bei 20 °C auf das 1,7fache bei 200 °C anwachsen und beträgt dann 13,6 Ω. Bei unveränderter Ausgangsspannung des Verstärkers sinkt die aufgenommene Leistung so auf 59 %, der Lautsprecher wird leiser. Wenn der Verstärker zum Ausgleich lauter gestellt wird, steigt die Temperatur noch weiter an.
Die maximale Sinusleistung (Leistung bei einer festgelegten Frequenz), mit der üblicherweise die Belastbarkeit von Verstärkern angegeben wird, lässt sich nicht unmittelbar auf die thermische Belastbarkeit von Lautsprechern übertragen, da ein Lautsprecher auch durch zu große Auslenkungen der Membran bei niedrigen Frequenzen zerstört werden kann. 
Übliche Musiksignale ähneln im zeitlichen Mittel einem um 3 dB/Oktaven abfallenden Frequenzgemisch; siehe 1/f-Rauschen (rosa Rauschen). Die zulässige thermische Leistung wird mit einem rosa Rauschen im angegebenen Frequenzbereich gemessen und als Mittelwert PRMS angegeben. Ein Hochtöner im Frequenzbereich 8 kHz bis 16 kHz wird durch die Frequenzweiche nur mit einem Hundertstel der Maximalrauschleistung belastet.
Ein Tieftöner kann in der Regel für einige zehn Sekunden mit überhöhter Leistung betrieben werden, bis die Schwingspule überhitzt.

## Mechanische Belastbarkeit
Die Membran kann durch zu große Auslenkungen bei tiefen Frequenzen mechanisch geschädigt werden. Bei Hoch- und Mitteltönern kann kündigt sich eine Überlastung meist durch einen drastischen Anstieg des Klirrens an.

## Wirkungsgrad
Die Wirkungsgrade, auch der besonders effizienten dynamischen Lautsprecher, sind sehr gering (0,2–5 %, bis 20 % nahe Resonanzstellen); es ist nicht üblich, sie anzugeben. Die Lautsprecher-Effizienz wird mit dem Kennschalldruck angegeben.
Beispiel
Ein durchschnittlicher dynamischer Lautsprecher mit z. B. 87 dB/W/m benötigt für einen Pegel von 100 dB in vier Metern Abstand eine elektrische Leistung von etwa 80 W, wogegen ein wirkungsgradstarker Lautsprecher mit 101 dB/W/m mit 3,2 W auskommt.
Die betrachteten Schallwandler zeichnen sich alle durch einen recht geringen energetischen Wirkungsgrad aus. Zwar spielen insbesondere in der HiFi-Technik andere Kenngrößen (Frequenzverhalten, Verzerrungen) eine wesentlichere Rolle, jedoch kommt dem Wirkungsgrad aus mehreren Gründen eine Bedeutung zu: Ein wirkungsgradschwacher Wandler (z. B. ein dynamischer Lautsprecher mit einem schwachen Magneten) benötigt beträchtliche Verstärkerleistungen, die als Wärmeleistung vom Wandler abgeführt werden müssen, um eine Beschädigung des Antriebs zu vermeiden. Erforderliche höhere Verstärkerleistung ist u. a. bei batteriebetriebenen Anwendungen nachteilig, verursacht ihrerseits Wärme oder erfordert Verstärker mit hoher Effizienz, die nicht immer auch gute Übertragungseigenschaften haben.
Der Wirkungsgrad eines dynamischen Lautsprechers wird erhöht durch:
- hohe Stärke und große Fläche des Magnetfeldes (Seltenerdmagnete, hohe Magnetflüsse bis über 1,2 Tesla, große Schwingspulendurchmesser)
- hoher Kupfer-Füllfaktor des Luftspaltes (geringer Luftspalt, großes Verhältnis zwischen Draht und Trägermaterial, teilweise Verwendung rechteckigen Drahtes, präzise Fertigung, exakte Aufhängung)
- leichte Membran (zum Beispiel Titan, Kohlenstofffaserverstärkter Kunststoff) und leichte Schwingspule (Widerspruch zum vorgenannten Punkt)
- effektive Kopplung des Lautsprechers an die Luft (z. B. Bassreflexprinzip, große Schallwand, großes Volumen bei geschlossenen Boxen, Exponentialhorn)

Die ersten drei Einflussfaktoren erhöhen die Wiedergabequalität, da dadurch auch der Koppelfaktor und die Eigendämpfung verbessert werden. Dagegen kann die Effizienzverbesserung durch bessere Luft-Ankopplung unter Umständen auch zu einem verzerrten Frequenzgang führen: Ausgeprägte Eigenresonanzen kleiner Boxen-Volumina oder des Bassreflexweges führen zu einer selektiven Erhöhung der Lautstärke, aber auch zu einer Verschlechterung der Impulstreue.
Große Auslenkungen verursachen u. a. bei dynamischen Lautsprechern auch hohe Intermodulationsverzerrungen, weil die Schwingspule in Bereiche mit schwächerem Magnetfeld kommt und das Verhältnis Strom/Kraft nicht mehr konstant ist. Großer Wirkungsgrad und gute Schallwiedergabe wird daher mit großen Lautsprechern (geringere Auslenkung bei gleichem Schallpegel) erreicht; große Bauformen sind jedoch häufig nicht erwünscht, sie sind teurer oder haben andere Nachteile (z. B. Partialschwingungen der Membran).